# Angel in the Night
Angel in the Night is een nummer van de Zweedse artiest Basshunter en is afkomstig van Now You're Gone - The Album uit 2008. De single werd op 29 september 2008 uitgebracht, maar werd op 22 augustus al bekendgemaakt in het radioprogramma Friday Floor Fillers van de BBC.

## Tracklist
| Nr. | Titel                                         | Duur |
| --- | --------------------------------------------- | ---- |
| 1.  | Angel in the Night (Radio Edit)               | 2:57 |
| 2.  | Angel in the Night (Soulseekerz Radio Edit)   | 2:44 |
| 3.  | Angel in the Night (Extended Mix)             | 5:18 |
| 4.  | Angel in the Night (Soulseekerz Extended Mix) | 7:47 |
| 5.  | Angel in the Night (Ali Payami Remix)         | 6:37 |
| 6.  | Angel in the Night (Headhunters Remix)        | 5:38 |

| Nr. | Titel                                       | Duur |
| --- | ------------------------------------------- | ---- |
| 1.  | Angel in the Night (Radio Edit)             | 2:57 |
| 2.  | Angel in the Night (Soulseekerz Radio Edit) | 2:44 |

| Nr. | Titel                                         | Duur |
| --- | --------------------------------------------- | ---- |
| 1.  | Angel in the Night (Headhunters Remix)        | 5:38 |
| 2.  | Angel in the Night (Extended Remix)           | 5:18 |
| 3.  | Angel in the Night (Soulseekerz Extended Mix) | 7:46 |
| 4.  | Angel in the Night (Ali Payami Remix)         | 6:37 |

| Nr. | Titel                           | Duur |
| --- | ------------------------------- | ---- |
| 1.  | Angel in the Night (Radio Edit) | 2:53 |
| 2.  | Go Down Now                     | 4:54 |

## Hitnoteringen
| Recensies   | Recensies |
| Publicatie  | Score     |
| ----------- | --------- |
| Digital Spy | [ 6 ]     |
| Skiddle     | [ 7 ]     |

| Hitlijsten (2008)                             | Hoogste positie |
| --------------------------------------------- | --------------- |
| Europa (European Hot 100)                     | 43              |
| Ierland (Irish Singles Chart)                 | 10              |
| Gemenebest van Onafhankelijke Staten (TopHit) | 248             |
| Slowakije (Radio Top100 Oficiálna)            | 43              |
| Verenigd Koninkrijk (UK Singles Chart)        | 14              |
| Verenigd Koninkrijk (UK Dance Chart)          | 7               |
| Zweden (Sverigetopplistan)                    | 50              |

## Certificaties
| Land                      | Certificatie | Verkochte exemplaren |
| ------------------------- | ------------ | -------------------- |
| Verenigd Koninkrijk (BPI) | Zilver       | 200 000              |